# Lindavista 2da. Sección
Lindavista 2da. Sección är en ort i Mexiko.   Den ligger i kommunen Catazajá och delstaten Chiapas, i den sydöstra delen av landet, 800 km öster om huvudstaden Mexico City. Lindavista 2da. Sección ligger 6 meter över havet och antalet invånare är 131.
Terrängen runt Lindavista 2da. Sección är mycket platt. En vik av havet är nära Lindavista 2da. Sección söderut. Runt Lindavista 2da. Sección är det ganska glesbefolkat, med 30 invånare per kvadratkilometer. Närmaste större samhälle är Catazajá, 12,1 km söder om Lindavista 2da. Sección. Omgivningarna runt Lindavista 2da. Sección är en mosaik av jordbruksmark och naturlig växtlighet.